# Futbol'nyj Klub Tjumen'
Il Futbol'nyj Klub Tjumen' (in russo футбольный клуб Тюмень) è una società calcistica russa con sede nella città di Tjumen'.  Milita nella Pervaja Liga, la seconda divisione del campionato russo di calcio.

## Storia

### Periodo sovietico
Il club è stato fondato nel 1961, debuttando in Klass B, la seconda serie del Campionato sovietico di calcio, col nome di Geolog. Al termine della stagione 1962, anche a causa della riorganizzazione dei campionati, la squadra "retrocesse" in Klass B, nome con cui era identificata la terza serie; nel 1964 la squadra cambiò nome in Priboj e, due anni più tardi, in Neftjanik. Al termine della stagione 1969 una nuova riorganizzazione dei campionati portò la squadra a retrocedere nuovamente in quarta serie ancora denominata Klass B.
L'anno dopo però, grazie al secondo posto finale e alla riorganizzazione dei campionati che portò alla sparizione del quarto livello, la squadra ottenne la promozione in Vtoraja Liga, neonata terza serie del campionato russo. Vi rimase ininterrottamente fino al 1986, cambiando nel frattempo denominazione per ben due volte (Stroitel' nel 1978 e il 1979, Fakel dal 1980 al 1982), assumendo la storica denominazione di Geolog dal 1986; tra il 1984 e il 1986 vinse per tre volte consecutive la Zona 4 del campionato, ma se nelle prime due occasioni perse ai play-off, nel 1986 conquistò l'accesso in Pervaja Liga vincendo il Girone B di play-off.
Rimase in tale categoria fino al dissolvimento dell'Unione Sovietica.

### Periodo russo
Con la fine dell'Unione Sovietica il neonato campionato russo di calcio prevedeva la partecipazione alla massima serie, tra l'altro, di tutte le squadre della Pervaja Liga sovietica, tra cui il Geolog che cambiò denominazione in Dinamo-Gazovik. La prima partecipazione alla prima serie del campionato non fu positiva: la squadra finì ultima nel Girone A della prima fase e confermò tale posizione anche dopo i play-out della seconda fase, retrocedendo.
L'anno successivo, però, vinse il Girone Est di Pervaja Liga ottenendo l'accesso agli spareggi promozione / retrocessione dove, grazie al terzo posto finale, fu ammesso in Vysšaja Liga. La seconda avventura in prima serie durò due stagioni: dopo il dodicesimo posto del 1994 (miglior risultato di sempre) il sedicesimo e ultimo posto del 1995 significò una nuova retrocessione in Pervaja Liga. Anche in questa occasione la squadra si riprese immediatamente vincendo il campionato e ottenendo un'immediata promozione.
La terza avventura in Vysšaja Liga fu simile alla seconda: dopo una prima salvezza, al secondo campionato la squadra finì ultima, retrocedendo. Stavolta, però, alla retrocessione non seguì una promozione, ma un'ulteriore retrocessione in Pervenstvo Professional'noj Futbol'noj Ligi. Dopo tre stagioni in terza serie il club decise di abbandonare le serie professionistiche, facendovi ritorno solo nel 2006.

## Palmarès

### Competizioni nazionali
- PFN Ligi russa: 2

1993 (Girone Est), 1996
- Vtoraja Liga sovietica: 3

1984 (Zona 4), 1985 (Zona 4), 1986 (Zona 4)
- Vtoroj divizion: 1

2013-2014 (Girone Urali-Volga)